# Konstantine Chabanov
Pour les articles homonymes, voir Shabanov.
Konstantine Chabanov (né le 17 novembre 1989) est un athlète russe, spécialiste du 110 mètres haies.

## Carrière
Konstantine Chabanov a remporté le 110 mètres haies aux Championnats du monde junior d'athlétisme de 2008, en 13 s 27. En 1979, son père et entraineur, Georgui Chabanov, avait remporté la médaille de bronze des Championnats d'Europe junior d'athlétisme 1979, déjà à Bydgoszcz, et sur 110 mètres haies.
En 7 s 61 (record personnel), il finit 5e du 60 m haies lors des Championnats d'Europe en salle de Paris-Bercy, le 4 mars 2011. Il est notamment devancé par le Tchèque Petr Svoboda (7 s 49) et le Français Garfield Darien.

### Palmarès
| Date | Compétition                    | Lieu      | Résultat | Épreuve     |
| ---- | ------------------------------ | --------- | -------- | ----------- |
| 2008 | Championnats du monde juniors  | Bydgoszcz | 1er      | 100 m haies |
| 2011 | Championnats d'Europe en salle | Paris     | 5e       | 60 m haies  |
| 2012 | Championnats du monde en salle | Istanbul  | 5e       | 60 m haies  |
| 2013 | Championnats d'Europe en salle | Göteborg  | 8e       | 60 m haies  |
| 2013 | Universiade                    | Kazan     | 2e       | 110 m haies |
| 2015 | Universiade                    | Gwangju   | 2e       | 110 m haies |

### Records
| Épreuve     | Performance | Lieu      | Date            |
| ----------- | ----------- | --------- | --------------- |
| 60 m haies  | 7 s 52      | Karlsruhe | 12 février 2012 |
| 110 m haies | 13 s 35     | Yerino    | 24 juin 2011    |